# Вирилизация
Вирилиза́ция (лат. virilis — мужской, свойственный мужчине), маскулиниза́ция или вири́льный синдро́м — симптомокомплекс, характеризующийся появлением мужских черт (тип телосложения, оволосение, тембр голоса и других) у женщин в результате активации андрогенов — мужских половых гормонов (андрогениза́ция). Тем не менее данный термин употребляют и при описании изменений, наступающих у мужчин.
Неполная вирилизация при внутриутробном развитии может стать причиной гипоспадии.
Нормальная вирилизация представителей мужского пола включает в себя обычные процессы полового созревания мальчиков, при которых тестостерон меняет тело: растёт пенис, развиваются лобковые волосы, меняется голос. 
Патологическая вирилизация носителей женского набора хромосом происходит при генетических сбоях, ведущих к выработке повышенного уровня мужских гормонов и наблюдается, например, при врождённой гиперплазии коры надпочечников. При этом наружные половые органы развиваются часто дефектно (неполностью) по мужскому типу (клиторомегалия с гипоспадией и пр.), а внутри могут формироваться недоразвитые женские половые органы (см. Интерсекс).